# Raymond Martin (homme politique)
Pour les articles homonymes, voir Martin et Raymond Martin.
Raymond Martin est un homme politique français né le 23 mars 1869 à Rolampont (Haute-Marne) et décédé le 20 décembre 1943 à Mâlain (Côte-d'Or).

## Biographie
Médecin, Raymond Martin devient conseiller municipal de Rolampont en 1919, puis maire de 1929 à 1935. Il devient aussi conseiller général du Canton de Neuilly-l'Evêque de 1919 à 1940.
Sénateur de la Haute-Marne de 1932 à 1940.

## Sources
- Ressource relative à la vie publique :   - Sénat
- « Raymond Martin (homme politique) », dans le Dictionnaire des parlementaires français (1889-1940), sous la direction de Jean Jolly, PUF, 1960 [détail de l’édition]